# Mark Andrew Spitz

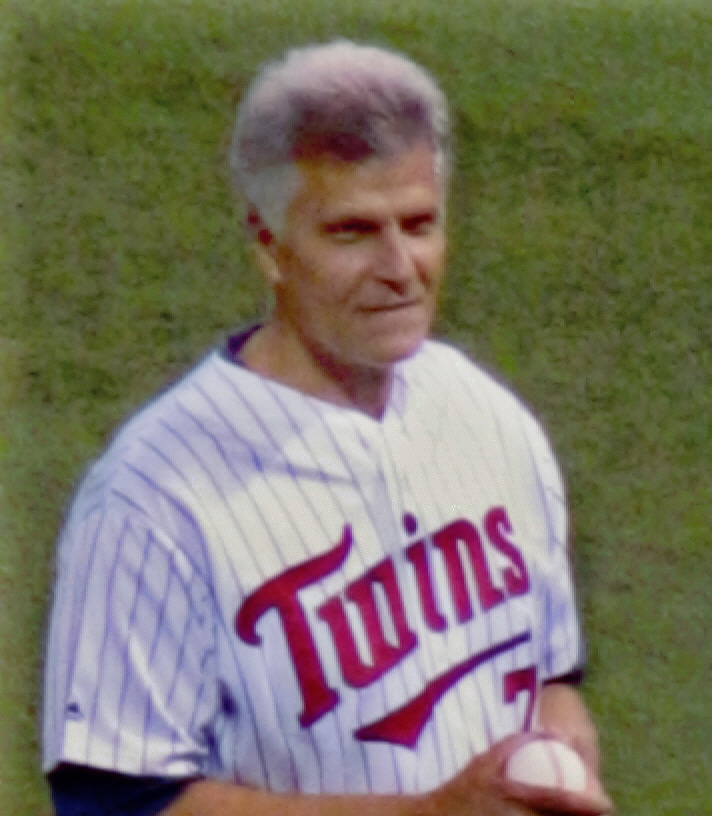
Mark Andrew Spitz en una imatge de l'any 2008.

Mark Andrew Spitz (Modesto, Califòrnia, 10 de febrer de 1950) fou un nedador estatunidenc d'origen jueu dels anys 60 i 70.
Va guanyar set medalles d'or als Jocs Olímpics de Múnic 1972 i establí un rècord que no fou batut fins a l'any 2008, quan Michael Phelps en guanyà vuit. Entre 1965 i 1972, Spitz guanyà 9 medalles d'or olímpiques, una d'argent i una de bronze, 5 ors en Jocs Panamericans, 31 títols nacionals dels Estats Units (Amateur Athletic Union) i 8 títols universitaris (National Collegiate Athletic Association). En aquests anys va establir 26 rècords del món individuals i 5 de relleus. El 2002 fou guardonat amb el premi Marca Leyenda.

## Biografia
Spitz va néixer el 10 de febrer de 1950 a Modesto, Califòrnia, el primer de tres fills de Lenore Sylvia (Smith) i Arnold Spitz. La seva família és jueva; la família del seu pare era d'Hongria i la de la seva mare, originalment de cognom "Sklotkovick", eren de Rússia. Quan Spitz tenia dos anys, la seva família es va traslladar a Honolulu, Hawaii, on nedava a la platja de Waikiki cada dia. "Hauries d'haver vist aquell nen petit precipitar-se a l'oceà. Correria com si s'estigués intentant suïcidar", va dir Lenore Spitz a un periodista de Time el 1968. Als sis anys, la seva família va tornar a Sacramento, Califòrnia, i va començar a competir al seu club de natació local. Als nou anys, s'estava entrenant a l'Arden Hills Swim Club de Sacramento amb l'entrenador de natació Sherm Chavoor, que va ser mentor d'altres sis guanyadors de medalles olímpiques.
Amb només 10 anys, Spitz tenia un rècord mundial per grups d'edat i 17 rècords nacionals. Quan Spitz tenia 14 anys, la seva família es va traslladar a Santa Clara, on es va unir al Santa Clara Swim Club i va ser entrenat per l'entrenador George F. Haines. De 1964 a 1968, Mark es va formar amb Haines a SCSC i Santa Clara High School. Durant els seus quatre anys allà, Mark va tenir rècords nacionals de secundària en cada cop i en totes les distàncies. El 1966 als 16 anys, va guanyar els 100 metres papallona als campionats nacionals de l'AAU, el primer dels seus 24 títols totals de la AAU. L'any següent, Spitz va sorgir a l'escenari mundial de natació quan va establir el seu primer rècord mundial en una petita prova de Califòrnia amb un temps de 4:10.60 en els 400 metres lliures.

## Carrera de natació

### Jocs Maccabiah
Spitz va nedar en la seva primera competició internacional als Jocs Maccabiah de 1965 a Israel. Als 15 anys i amb un pes de 130 lliures, va guanyar quatre medalles d'or a Tel Aviv: els 400 m lliures, els 1.500 lliures, els 400 m combinats individuals i el relleu de 800 m lliures, i va ser batejat l'atleta més destacat dels Jocs.
Va tornar a Israel el 1969 després dels Jocs Olímpics de Mèxic per tornar a competir, als Jocs Maccabiah de 1969. Aquesta vegada, va guanyar sis medalles d'or. Va ser novament nomenat atleta destacat dels Jocs.
El 1985, Spitz va encendre la torxa per obrir els Jocs Maccabiah de 1985.
El 2005, va ser membre de la delegació dels Estats Units als Jocs Maccabiah de 2005. Va parlar a les cerimònies d'obertura dels Jocs JCC Maccabiah, que es van celebrar a Richmond, Virgínia. El JCC de Weinstein a Richmond va ser un dels JCC amfitrions dels jocs de 2005, amb més de 1.000 adolescents que van participar en diversos esports, inclosa la natació.

### Jocs Panamericans
Va guanyar cinc medalles d'or als Jocs Panamericans de 1967, establint un rècord que va durar fins al 2007 quan el nedador brasiler, Thiago Pereira, va guanyar sis ors als XV Jocs Panamericans de Rio de Janeiro.

### Jocs Olímpics de 1968
Spitz ja era el posseïdor de deu rècords mundials, i va predir descaradament que guanyaria sis medalles d'or als Jocs Olímpics d'Estiu de 1968 a la Ciutat de Mèxic. No obstant això, només va guanyar dos ors per equips: el relleu de 4×100 metres lliures en 3:31.70, i el relleu de 4×200 metres lliures en 7:52.33. A més, Spitz va acabar segon després del seu compatriota Doug Russell en els 100 metres papallona. Va perdre amb Russell per mig segon, tot i tenir el rècord mundial i haver derrotat a Russell les deu vegades anteriors que havien nedat l'un contra l'altre aquell any. Russell va igualar breument el rècord mundial de Spitz a finals d'agost de 1967, mantenint el rècord igual que Spitz durant cinc dies abans que Spitz el recuperés únicament el 2 d'octubre de 1967. Com a conseqüència de ser derrotat per Russell, Spitz no va poder nedar en el relleu de 4×100 metres combinats, cosa que li va donar a Russell la seva segona medalla d'or i a l'equip dels EUA un altre rècord mundial de rendiment.

### Formació universitària
Spitz va quedar decebut amb la seva actuació olímpica de 1968. El gener de 1969, va decidir anar a la Universitat d'Indiana per entrenar amb el llegendari entrenador de natació dels Indiana Hoosiers Doc Counsilman, que també va ser el seu entrenador olímpic a la Ciutat de Mèxic. Va qualificar l'elecció d'Indiana i Counsilman com la decisió més gran de la meva vida (i) la millor. Mentre estava a Indiana, Spitz va guanyar vuit títols individuals de la NCAA. El 1971, va guanyar el premi James E. Sullivan com a millor atleta amateur dels Estats Units. Spitz també va establir diversos rècords mundials durant les proves olímpiques de natació dels Estats Units celebrades al Portage Park de Chicago el 1972.
Va ser anomenat Mark el tauró (the Shark) pels seus companys d'equip.

### Jocs Olímpics de 1972
Als Jocs Olímpics d'estiu de 1972 a Múnic, Spitz va tornar a repetir la seva recerca de les sis medalles d'or. Ho va fer encara millor, guanyant set medalles d'or olímpiques. A més, Spitz va establir un nou rècord mundial en cadascun dels set esdeveniments: 100 metres lliures (51.22), 200 metres lliures (1:52.78), 100 metres papallona (54.27), 200 metres papallona (2:00.70)., relleu 4×100 metres lliures (3:26,42), relleu 4×200 metres lliures (7:35,78) i relleus 4×100 metres combinats (3:48,16). Spitz originalment es va mostrar reticent a nedar els 100 metres lliures, per por que no guanyaria la medalla d'or. Minuts abans de la cursa, va confessar a la coberta de la piscina a Donna de Varona d’ABC: "Sé que dic que no vull nedar abans de cada esdeveniment, però aquesta vegada ho dic seriosament. Si nedo sis i en guanyo sis, seré un heroi si nedo set i en guanyo sis, seré un fracàs". Spitz va guanyar en un temps rècord mundial de 51,22 segons.

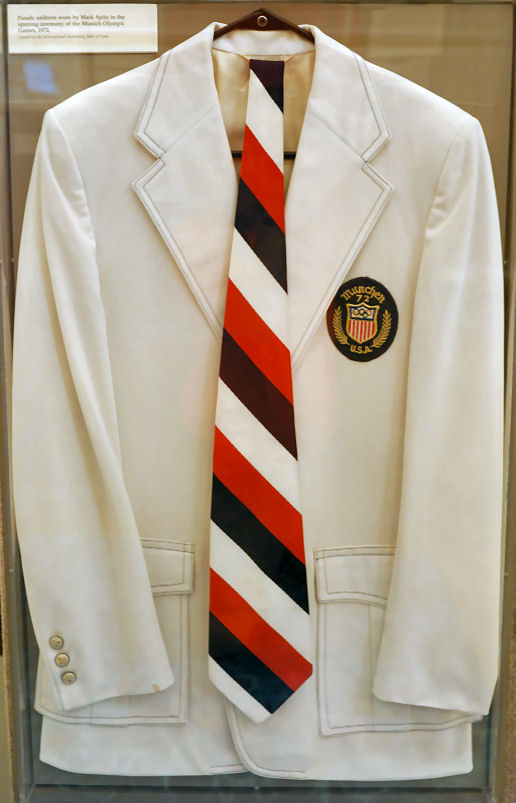
Jaqueta usada per Mark Spitz durant els Jocs Olímpics d'estiu de 1972.

Spitz és un dels cinc olímpics que ha guanyat nou o més medalles d'or en la seva carrera: Larisa Latynina, Paavo Nurmi i Carl Lewis també en tenen nou; només Phelps n'ha guanyat més amb 23. El rècord de Spitz de set medalles d'or en un sol Jocs Olímpics no va ser superat fins que Phelps va batre el rècord als Jocs Olímpics d'estiu de 2008.
Després d'haver completat els seus esdeveniments, Spitz va abandonar Múnic aviat com a resultat de la Massacre de Múnic, on onze atletes israelians van ser presos com a ostatges i posteriorment assassinats per terroristes palestins. Com que ell mateix era jueu, les autoritats olímpiques temien que Spitz es convertís en un objectiu probable per als palestins i va ser escortat a Londres per la seva pròpia seguretat. Es creu que va ser escortat fora del país pels marines nord-americans estacionats a Alemanya Occidental.

### Jubilació
Després dels Jocs Olímpics de Múnic, Spitz es va retirar de la competició tot i que només tenia 22 anys.
Als 41 anys, Spitz va intentar tornar als Jocs Olímpics d'Estiu de 1992 després que el cineasta Bud Greenspan li oferís un milió de dòlars si aconseguia la classificació. L'intent de remuntada de Spitz va fer la portada de Parade i també es va informar a Sports Illustrated i Esquire. Filmat per les càmeres de Greenspan, Spitz va ser dos segons més lent que l'estàndard olímpic i no va poder classificar-se.
El 1999, Spitz va ocupar el lloc número 33 a ESPN SportsCentury 50 Greatest Athletes, l'únic atleta aquàtic que va fer la llista.

## Rècords del Món
- Individuals:
  - 100 m estil lliure: 51.22 (1972)
  - 200 m estil lliure: 1:52.78 (1972)
  - 100 m estil papallona: 54.27 (1972)
  - 200 m estil papallona: 2:00.70 (1972)
- Relleus:
  - 4×100 m estil lliure: 3:26.42 (1972)
  - 4×200 m estil lliure: 7:35.78 (1972)
  - 4×100 m lliures: 3:48.16 (1972)